# Provinciale weg 711
De provinciale weg 711 (N711) is een provinciale weg in de provincie Flevoland, welke Dronten en Swifterbant verbindt met de A6 ter hoogte van de Ketelbrug. Bij Dronten sluit de weg aan op de N305 en de N307 met een rotonde. Ten noorden van Dronten loopt de weg parallel aan de N307. Ten zuiden van de aansluiting op de A6 bevindt zich bij de Visvijverweg eveneens een rotonde ten behoeve van overstekend landbouwverkeer.
Sinds eind 2007 is het traject tussen de A6 en Swifterbant uitgevoerd als stroomweg (autoweg) met een maximumsnelheid van 100 km/h. De weg draagt tussen de A6 en de Swifterringweg de naam Kamperhoekweg en tussen de Swifterringweg en de aansluiting met de N305/N307 de naam Dronterringweg.
N23 · N34 · N224 · N225 · N229 · N233 · N271 · N301 · N302 · N303 · N304 · N305 · N306 · N307 · N308 · N309 · N310 · N311 · N312 · N313 · N314 · N315 · N316 · N317 · N318 · N319 · N320 · N322 · N323 · N324 · N325/A325 · N326/A326 · N327 · N329 · N330 · N331 · N332 · N333 · N334 · N335 · N336 · N337 · N338 · N339 · N340 · N341 · N342 · N343 · N344 · N345 · N346 · N347 · N348/A348 · N349 · N350 · N351 · N352 · N375 · N377

N418 · N701 · N702 · N703 · N704 · N705 · N706 · N707 · N708 · N709 · N710 · N711 · N712 · N713 · N714 · N715 · N716 · N717 · N718 · N719 · N720 · N727 · N731 · N732 · N733 · N734 · N735 · N736 · N737 · N738 · N739 · N740 · N741 · N742 · N743 · N744 · N745 · N746 · N747 · N748 · N749 · N750 · N751 · N752 · N753 · N754 · N755 · N756 · N757 · N758 · N759 · N760 · N761 · N762 · N763 · N764 · N765 · N766 · N768 · N781 · N782 · N783 · N784 · N785 · N786 · N787 · N788 · N789 · N790 · N791 · N792 · N793 · N794 · N795 · N796 · N797 · N798 · N800 · N801 · N802 · N803 · N804 · N805 · N806 · N810 · N811 · N812 · N813 · N814 · N815 · N816 · N817 · N818 · N819 · N820 · N821 · N822 · N823 · N824 · N825 · N826 · N827 · N830 · N831 · N832 · N833 · N834 · N835 · N836 · N837 · N838 · N839 · N840 · N841 · N842 · N843 · N844 · N845 · N846 · N847 · N848 · N852 · N855

Cursief vermelde wegen zijn voormalige provinciale wegen.